# Bitwa pod Kopystrzyniem
Bitwa pod Kopystrzyniem – miała miejsce w pierwszych 
dniach września 1487 pod Kopystrzyniem na Podolu, w której armia polska pod wodzą królewicza Jana Olbrachta rozgromiła czambuły Tatarów zawołżańskich (5000 ludzi), których Osmanowie rzucili przeciwko Koronie.
W bitwie brał udział m.in. kasztelan sandomierski Rafał Jakub Jarosławski herbu Leliwa.

## Przebieg bitwy
Armia polska w pierwszych dniach września 1487 założyła obóz pod Kopystrzyniem. Królewicz Jan Olbracht z większością swych sił wyruszył przeciwko czambułom tatarskim wracającym na południe po złupieniu Bracławszczyzny. Do starcia doszło 8 września nad rzeczką Sawrań. Armia polska rozbiła siły tatarskie. Zginąć miało 1500 wojowników tatarskich.
W tym samym czasie inny czambuł tatarski zaatakował obóz polski pod Kopystrzyniem. Królewicz Jan Olbracht pozostawił w obozie jedynie niewielkie siły, które nie były w stanie obronić obozu. Tatarzy zdobyli i złupili obóz, jednak nie zdążyli się wycofać. 9 września główne siły polskie prowadzone przez Jana Olbrachta powróciły pod Kopystrzyń i zaatakowały Tatarów rozbijając ich doszczętnie. Zginęło lub dostało się do niewoli 2000 wojowników tatarskich.

## Literatura
- Tadeusz Grabarczyk, Funkcje obozu armii jagiellońskiej w XV wieku, „Acta Universitatis Lodziensis. Folia historica”, 101, 2018, s. 63.
- Marek Plewczyński, Wojny Jagiellonów z wschodnimi i południowymi sąsiadami Królestwa Polskiego w XV wieku, Siedlce 2005, s. 94–96.
- Mała Encyklopedia Wojskowa, Wydawnictwo Ministerstwa Obrony Narodowej, Warszawa 1967, Wydanie I, Tom II